# Folketingsvalget 2011
Folketingsvalget i 2011 var det 66. valg til Folketinget i Kongeriget Danmark og blev afholdt torsdag den 15. september 2011. Ved valget skulle der vælges 179 medlemmer til Folketinget.
Traditionen tro var der forud gået flere måneder med valgrygter. Statsminister Lars Løkke Rasmussen (V) udtalte ganske vist til P1 i juli 2010, at han ikke planlagde at udskrive valg før efteråret 2011. Siden denne udtalelse var der dog flere gange i medierne været spekulationer om et valg før tid: i januar 2011 efter statsministerens nytårstale, ved forhandlingerne om 2020-planen i maj 2011, samt i august 2011 før fremlæggelsen af finansloven, men først 26. august 2011 offentliggjorde statsministeren på et pressemøde ved Marienborg udskrivelsen af valget.
Venstre forblev Folketingets største parti efter valget, men en markant tilbagegang for de Konservative og en markant fremgang til Enhedslisten og Det Radikale Venstre betød at Helle Thorning-Schmidt (S) efter valget kunne samle et flertal bag sig som ny statsminister og danne regering sammen med R og SF.

## Overblik over valgkampen

### Første uge
- 26. august klokken 11.05 udskriver statsminister Lars Løkke Rasmussen (V) valget fra Marienborg. Det skal afholdes den 15. september.[7]
- 29. august lægger Konservative Folkeparti og Radikale Venstre op til et tættere samarbejde over midten.[8] Dansk Folkeparti truer med at trække støtten til tilbagetrækningsreformen tilbage, hvis Konservative samarbejder med Radikale Venstre om udlændingepolitikken.[9] Samme dag udgiver DF-kandidaten Alex Ahrendtsens sin valgvideo. Videoen får blandet modtagelse og bliver af nogle kaldt racistisk.[10]
- 30. august overfaldes Kamal Qureshi, kandidat for Socialistisk Folkeparti, under en Eid-fest.[11]
- 31. august offentliggøres væksttal for dansk BNP som viser en vækst på 1,0%.[12] Helle Thorning-Schmidt (S) fastholder, at hvis Danmark havde en anden regering, ville tallene se bedre ud.[13] Villy Søvndal (SF) forsøger samme dag at forklare forskellen på Socialdemokraterne og SF i en blog på Politikens hjemmeside.[14] Det sker i lyset af dårlige meningsmålinger for SF. Desuden meddeler Pia Christmas-Møller, at hun igen er konservativ og vil stille op for dem til valget.[15]
- 1. september er der om aftenen debat på TV 2 mellem repræsentanter for de 9 opstillingsberettigede partier. Debatten havde karakter af en håndboldkamp, og det endte med en sejr for rød blok på 36-35. Mette Frederiksen (S), Ellen Trane Nørby (V), politiske kommentatorer og nogle seere kritiserer bagefter debatten for at være for useriøs. Lene Espersen (K) kommer dog med positive udtalelser.[16]
- Den 2. september kommer det frem, at Pia Christmas-Møller (K) alligevel ikke stiller op på grund af interne fejl i den konservative lokalforening.[17]

### Anden uge
- 3. september udtaler Danske Bank, at S-SF-planen for dansk økonomi ikke vil medføre rentestigninger og er lige så god som regeringens plan.[18] Senere retter Danske Bank udtalelserne til, at den blå plan er bedre på lang sigt.[19] Finansministeren udtaler, at Danske Bank tager fejl.[20] Samme dag udtaler S-SF, at de vil hæve ventetidsgarantien fra 1 måned til 2 måneder på visse sygdomme for at muliggøre hurtigere behandling på andre.[21]
- 4. september siger De Radikale, at de ikke vil forlænge dagpengeperioden. S-SF, Enhedslisten og Dansk Folkeparti går dog ind for en midlertidig forlængelse.[22]
- Natten mellem 4. og 5. september bliver Nordfyns Kommunes rådhus i Søndersø hærget af en påsat brand, hvorved 121 brevstemmer går tabt.[23] Det lykkes efterfølgende at få alle berørte vælgere til at stemme igen.
- 5. september fremlægger S-SF-R et fælles udenrigspolitisk udspil, hvor bl.a. forhøjelse af ulandsbistanden til 1% af BNI er på dagsordenen. I planen nævnes dog ikke en dato for, hvornår dette skal ske, og det får nogle fra partiernes bagland til at kritisere udspillet.[24] Udviklingsminister Søren Pind kritiserer også udspillet og siger, at Danmark aldrig har givet så meget i ulandsbistand som i dag.[25] DF har ellers tidligere foreslået at skære i ulandsbistanden.[26] Senere på dagen bekendtgør S-SF, at hvis de kommer til magten, vil regeringens pointsystem for familiesammenføringer afskaffes – også selvom der ikke er flertal for at indføre S-SF's udgave.[27]
- 8. september anklager BT Helle Thorning-Schmidt for uretmæssigt at have modtaget sin mands skattefradrag i 6 år. BT skulle efter sigende have fået indsigt i fortrolige dokumenter, men alligevel vælger Thorning at pure afvise, at hun har gjort noget galt. Andre politikere fra den blå blok kritiserer BT for at bruge ulovlige metoder. Skatteministeriet har politianmeldt sagen for at afklare, hvem der har lækket oplysningerne.[28]

### Tredje uge
- 9. september kommer det frem, at Ole Krarup (EL) under en paneldebat slog Thomas Horn (S) i ansigtet.[29] Enhedslisten beklager senere episoden og Krarups familie begrunder hændelsen med mén som følge af et psykisk traume, han pådrog sig ved en trafikulykke 6 år tidligere i Strasbourg.[30] Krarup undskylder efterfølgende, og Thomas Horn anmelder ikke tilfældet til politiet,
- 11. september kalder Lars Løkke Rasmussen (V) Venstre for "det moderne arbejderparti".[31] Samme dag fremlægger Socialdemokraterne en plan for de første 100 dage som regering, hvis valget muliggør dannelsen af denne.[32]
- 14. september, 1 dag før valget, er der duel mellem Helle Thorning-Schmidt og Lars Løkke Rasmussen på DR1 og en afslutningsdebat på TV 2.
- 15. september afholdes folketingsvalget i hele kongeriget (Danmark, Færøerne og Grønland).

## Meningsmålinger
| Meningsmåling | Dato               | Kilde  | Venstre (V) | Socialdemokraterne (A) | Dansk Folkeparti (O) | Socialistisk Folkeparti (F) | Konservative Folkeparti (C) | Radikale Venstre (B) | Liberal Alliance (I) | Enhedslisten (Ø) | Kristendemokraterne (K) | Regeringen | Oppositionen |
| ------------- | ------------------ | ------ | ----------- | ---------------------- | -------------------- | --------------------------- | --------------------------- | -------------------- | -------------------- | ---------------- | ----------------------- | ---------- | ------------ |
| Valget 2007   | 13. November 2007  |        | 26.2%       | 25.5%                  | 13.9%                | 13.0%                       | 10.4%                       | 5.1%                 | 2.8%                 | 2.2%             | 0.9%                    | 53.3%      | 46.7%        |
| Capacent      | 26. Februar 2010   | [ 33 ] | 22.1%       | 26.3%                  | 14.5%                | 18.1%                       | 11.6%                       | 4.4%                 | 0.7%                 | 2.0%             | 0.3%                    | 48.9%      | 50.8%        |
| Capacent      | 31. Marts 2010     | [ 33 ] | 23.7%       | 26.7%                  | 13.8%                | 17.2%                       | 10.9%                       | 4.6%                 | 0.5%                 | 2.2%             | 0.3%                    | 48.9%      | 50.7%        |
| Greens        | 7. Januar 2011     | [ 34 ] | 21.6%       | 29.2%                  | 14.6%                | 13.0%                       | 4.5%                        | 7.5%                 | 5.8%                 | 3.2%             | 0.4%                    | 46.5%      | 52.9%        |
| Gallup        | 7. Januar 2011     | [ 35 ] | 24.3%       | 31.3%                  | 12.2%                | 12.7%                       | 6.0%                        | 5.5%                 | 4.3%                 | 2.9%             | 0.8%                    | 46.8%      | 52.4%        |
| YouGov Zapera | 12. Januar 2011    | [ 36 ] | 21.8%       | 26.4%                  | 13.5%                | 15.2%                       | 4.4%                        | 6.2%                 | 8.3%                 | 4.0%             | 0.3%                    | 48.0%      | 51.8%        |
| Capacent      | 12. Januar 2011    | [ 37 ] | 23.1%       | 29.9%                  | 13.0%                | 13.0%                       | 5.9%                        | 5.5%                 | 4.3%                 | 4.8%             | 0.3%                    | 46.3%      | 53.2%        |
| Gallup        | 14. Januar 2011    | [ 38 ] | 24.6%       | 28.6%                  | 13.0%                | 14.9%                       | 5.7%                        | 5.8%                 | 4.0%                 | 2.9%             | 0.5%                    | 47.3%      | 52.2%        |
| Voxmeter      | 16. Januar 2011    | [ 38 ] | 22.9%       | 31.1%                  | 11.8%                | 12.3%                       | 5.7%                        | 5.6%                 | 6.3%                 | 3.7%             | 0.0%                    | 46.6%      | 52.7%        |
| Greens        | 21 Januar 2011     | [ 39 ] | 22.6%       | 29.5%                  | 11.6%                | 14.2%                       | 6.5%                        | 6.5%                 | 5.4%                 | 2.7%             | 0.4%                    | 46.1%      | 52.9%        |
| Gallup        | 24. Januar 2011    | [ 38 ] | 23.9%       | 27.6%                  | 14.0%                | 13.8%                       | 4.9%                        | 7.3%                 | 4.7%                 | 2.7%             | 0.8%                    | 47.5%      | 51.4%        |
| Greens        | 4. Februar 2011    | [ 40 ] | 21.3%       | 31.2%                  | 12.3%                | 15.6%                       | 5.4%                        | 5.6%                 | 4.4%                 | 3.3%             | 0.6%                    | 43.4%      | 55.7%        |
| Berlingske    | 10. September 2011 | [ 41 ] | 23.6%       | 25.5%                  | 12.4%                | 11.1%                       | 5.9%                        | 9.3%                 | 5.1%                 | 6.4%             | 0.8%                    | 47.8%      | 52.3%        |
| Berlingske    | 10. September 2011 | [ 42 ] | 23.0%       | 25.0%                  | 13.6%                | 9.8%                        | 5.0%                        | 10.0%                | 5.4%                 | 7.2%             | 0.9%                    | 47.9%      | 52.0%        |
| Berlingske    | 12. September 2011 | [ 41 ] | 23.8%       | 25.3%                  | 12.3%                | 10.7%                       | 5.8%                        | 9.5%                 | 5.2%                 | 6.5%             | 0.8%                    | 47.9%      | 52.0%        |

## Valgaftenen
På valgaftenen søgte de fleste partier væk fra Christiansborg. En tradition som Anders Fogh Rasmussen startede ved Folketingsvalget 2001 da han rykkede Venstre til Færgen Sjælland.
På valgaftenen fordelte de sig således:
|  | Liste | Parti                            | Forsamlingssted                          |
|  | ----- | -------------------------------- | ---------------------------------------- |
|  | A     | Socialdemokratiet                | Vega                                     |
|  | B     | Radikale Venstre                 | Christiansborg / Kunsthal Charlottenborg |
|  | C     | Det Konservative Folkeparti      | Hotel Marriott                           |
|  | F     | SF – Socialistisk Folkeparti     | TAP2 (i Carlsberg Byen)                  |
|  | I     | Liberal Alliance                 | Axelborg                                 |
|  | K     | Kristendemokraterne              | Christiansborg                           |
|  | O     | Dansk Folkeparti                 | Christiansborg                           |
|  | V     | Venstre, Danmarks Liberale Parti | Mogens Dahl Koncertsal                   |
|  | Ø     | Enhedslisten – De Rød-Grønne     | Pumpehuset                               |

## Valgresultatet
Følgende partier var opstillingsberettigede og deltog i valget i henholdsvis Danmark, på Færøerne og Grønland:
|  | 26,70 |

|  | 024,80 |

|  | 12,30 |

|  | 9,50 |

|  | 9,20 |

|  | 6,70 |

|  | 5,00 |

|  | 4,90 |

|  | 0,80 |

|  | 0,10 |

|  | 30,80 |

|  | 021,00 |

|  | 19,40 |

|  | 190 |

|  | 4,20 |

|  | 3,30 |

|  | 2,30 |

|  | 42,70 |

|  | 37,10 |

|  | 12,60 |

|  | 7,60 |

|  | 0,10 |

|  | 92 0 |

|  | 87 0 |

Kilde: Fintællingsresultat fra Danmarks Statistik

### Personlige stemmer (top 10)
1. Lars Løkke Rasmussen (V), 56.285 stemmer (21.384), Nordsjællands Storkreds
2. Johanne Schmidt-Nielsen (EL), 47.002 stemmer (8.964), Københavns Storkreds
3. Pia Kjærsgaard (DF), 45.983 stemmer (47.611), Sjællands Storkreds
4. Helle Thorning-Schmidt (S), 33.564 stemmer (49.926), Københavns Storkreds
5. Nicolai Wammen (S), 32.119 stemmer (-), Østjyllands Storkreds
6. Lykke Friis (V), 30.910 stemmer (-), Østjyllands Storkreds
7. Kristian Thulesen Dahl (DF), 27.393 stemmer (19.993), Sydjyllands Storkreds
8. Margrethe Vestager (RV), 23.649 stemmer (14.206), Nordsjællands Storkreds
9. Mette Frederiksen (S), 21.847 stemmer (27.077), Københavns Omegns Storkreds
10. Bjarne Laustsen (S), 18.733 stemmer (15.970), Nordjyllands Storkreds

Kilder: Danmarks Statistik  (stemmetallet fra folketingsvalget i 2007 i parentes)

### Personlige stemmer på Færøerne (top 10)
1. Høgni Hoydal (E) 1605
2. Edmund Joensen (B) 1578
3. Kaj Leo Johannesen (B) 1554
4. Sjúrður Skaale (C) 1539
5. Annika Olsen (A) 1193
6. Aksel Vilhelmson Johannesen (C) 985
7. Jacob Vestergaard (A) 753
8. Poul Michelsen (X) 672
9. Bárður á Steig Nielsen (B) 438
10. Jákup Mikkelsen (A) 411

Selv om Høgni Hoydal fra Republikanerne (Tjóðveldi) fik flest personlige stemmer, så blev han ikke valgt, eftersom hans parti ikke fik flest eller næstflest stemmer. Edmund Joensen fra Sambandspartiet og Sjúrður Skaale fra Javnaðarflokkurin (Socialdemokraterne) blev valgt.

## Efter valget
Valgets forholdsvis største vinder blev Enhedslisten, der tredoblede sit mandattal til 12, det største siden partiet i 1994 kom i Folketinget. Det Radikale Venstre genvandt tabet fra sidste valg og blev næsten fordoblet til 17 mandater. Liberal Alliance, der stillede op for anden gang og i den forgangne valgperiode var blevet svækket af udmeldelser, nød også stor fremgang og fik 9 mandater. Venstre gik et enkelt mandat frem til 47 og forblev derved Folketingets største parti.
Den store taber blev Det Konservative Folkeparti, der blev mere end halveret og måtte tage til takke med 8 mandater, det laveste nogensinde i partiets 86-årige historie. Også SF blev mødt af mærkbar tilbagegang og fik 16 mandater. Dansk Folkeparti gik for første gang siden sin stiftelse i 1995 lidt tilbage og fik 22 mandater. Socialdemokraterne gik et enkelt mandat tilbage til 44 på baggrund af en stemmeandel ikke set lavere siden 1905.
Kristendemokraterne klarede ikke spærregrænsen.
På Færøerne gik det ene mandat til Sambandsflokkurin, mens Javnaðarflokkurin vandt det andet fra Tjóðveldi. På Grønland fastholdt Siumut og Inuit Ataqatigiit deres respektive mandater. Efter valget besluttede de at nedlægge deres tidligere interne samarbejde i Den Nordatlantiske Gruppe. De to valgte fra Siumut og Javnaðarflokkurin indgik i stedet en samarbejdsaftale med Socialdemokraterne's folketingsgruppe, imens Sara Olsvig (Inuit Ataqatigiit) indgik samarbejdsaftale med Socialistisk Folkeparti's gruppe, og Edmund Joensen (Sambandsflokkurin) indgik samarbejdsaftale med Venstre's folketingsgruppe. Dvs. tre af de fire nordatlantiske mandater støttede formation af en S-R-SF-regering.

### Regeringsdannelsen
Sammenlagt fik partierne der støttede Helle Thorning-Schmidt (S, RV, SF og Ø) 89 mandater i selve Danmark, hvortil kommer en færing og begge grønlændere. Partierne der støttede statsminister Lars Løkke Rasmussen (V, KF, DF, LA og KD) fik sammenlagt 86 mandater, hvortil kommer en færing. På denne baggrund valgte statsministeren at indgive regeringens afskedsbegæring til dronning Margrehte II dagen efter valget, hvor Regeringen Lars Løkke Rasmussen I dog fortsatte som forretningsministerium. Ved den efterfølgende dronningerunde pegede et flertal på Thorning-Schmidt som forhandlingsleder (kongelig undersøger). Forhandlinger begyndte på Hotel Crowne Plaza på Amager, der i medierne fik øgenavnet "det Sorte Tårn". Forhandlingerne afsluttedes den 2. oktober 2011, hvor Helle Thorning-Schmidt hos dronningen blev udpeget som designeret statsminister, og dagen efter, den 3. oktober 2011, udpegede hun Regeringen Helle Thorning-Schmidt.

## Kandidatstatistik
I Danmark var der opstillet 804 kandidater. De 784 fordelte sig på 9 forskellige partier, mens 20 (2,5 %) opstillede udenfor partierne. Af de 804 kandidater var 537 mænd (66,8 %) og 267 kvinder (33,2 %). 347 kandidater (43,2 %) havde stillet op før, mens 457 (56,8 %) var nyopstillede. 22 kandidater (2,7 %) var indvandrere eller efterkommere af indvandrere. Gennemsnitsalderen var 45,2 år.

### Afgående medlemmer
| Medlemmer, der ikke genopstillede |
| --- |
| Følgende havde på forhånd meddelt, at de ikke genopstillede og udtrådte derfor af Folketinget ved valget. - Anne Grete Holmsgaard (SF) - Line Barfod (EL) - Ole Vagn Christensen (S) - Bente Dahl (R) - Lone Dybkjær (R) - Britta Schall Holberg (V) - Niels Høiby (LA) - Jens Kirk (V) - Søren Krarup (DF) - Jesper Langballe (DF) - Jens Christian Lund (S) - Kim Mortensen (S) - Lone Møller (S) - Pia Christmas-Møller (uden for partierne) - Thor Pedersen (V) – Folketingets hidtidige formand - Niels Helveg Petersen (R) – Folketingets længstsiddende medlem efter Svend Aukens død - Jørgen Poulsen (R) - Preben Rudiengaard (V) - Lise von Seelen (S) - Niels Sindal (S) - Jens Peter Vernersen (S) - Jens Vibjerg (V) - Hanne Agersnap (SF) |

| Medlemmer, der allerede var udtrådt |
| --- |
| Ved Folketingsvalget 2007 fik partiet Venstre to på top-ti listen over kandidater med flest personlige stemmer, Anders Fogh Rasmussen og Søren Gade. Ingen af disse to stillede op i 2011. Rasmussen blev generalsekretær i Nato, mens Søren Gade forlod politik i forlængelse af sagen omkring udgivelsen af bogen Jæger – i krig med eliten. - Mogens Camre (DF) - Rikke Hvilshøj (V) - Gitte Seeberg (NA / uden for partierne) - Mia Falkenberg (DF) - Anders Fogh Rasmussen (V) - Morten Messerschmidt (DF) - Bendt Bendtsen (K) - Morten Helveg Petersen (R) - Thomas Adelskov (S) - Lene Hansen (S) - Knud Kristensen (K) - Connie Hedegaard (K) - Søren Gade (V) - Malou Aamund (V) |

| Medlemmer, der var afgået ved døden                                                    |
| -------------------------------------------------------------------------------------- |
| - Svend Auken (S) – Folketingets indtil da længstsiddende medlem - Flemming Bonne (SF) |